# 南昌医学院
南昌医学院是中华人民共和国的一所全日制本科公办普通高等学校，位于江西省南昌市新建区。

## 历史沿革
2001年，江西中医学院抚生学院（独立学院）成立。2002年，更名为江西中医学院科技学院。2013年6月，更名为江西中医药大学科技学院。2021年1月25日，转设为南昌医学院，在管理上也由民办转变为公办。。

## 教学机构
- 临床医学院
- 口腔医学院
- 公共卫生与管理学院
- 中医学院
- 护理学院
- 妇幼保健与美容医学院
- 药学院
- 检验医学院
- 医学影像学院
- 马克思主义学院
- 基础医学院
- 公共学科教学部
- 高等职业学院（江西卫生职业学院）[3]

## 附属机构
- 南昌医学院第一附属医院（江西省人民医院）
- 南昌医学院第二附属医院（江西省肿瘤医院）
- 南昌医学院第三附属医院（江西省胸科医院）
- 南昌医学院附属妇幼保健院（江西省妇幼保健院）
- 南昌医学院附属儿童医院（江西省儿童医院）
- 江西省中医药研究院
- 南昌医学院附属九江医院
- 南昌医学院附属南昌市人民医院
- 南昌医学院附属景德镇市第三人民医院
- 南昌医学院附属上饶市立医院[4]